# Schledorn

Wappen derer von Schledorn

Schledorn ist der Name eines westfälischen Adelsgeschlechtes (Ritterstand), das im Sauerland begütert war. Ihr Stammsitz war das Gebiet der Dörfer Oberschledorn, heute Ortsteil der Stadt Medebach, und Nieder-Schleidern, heute Ortsteil der Stadt Korbach, im Hochsauerlandkreis. 

## Geschichte

### Die Anfänge
1236 wurde der Ritter Herm de Sledere urkundlich erwähnt. Damals gehörte Schledorn zur Freigrafschaft und Pfarrei Düdinghausen. 
1245 wurden Albertus und Conradus de Slethere, burgenses de Medebeke, als Zeugen angeführt.
1339 besaß Markquard de Slederen in Düdinghausen einen Bauernhof vom Arnsberger Grafen zu Lehen.

### Schledorn zu Bracht und Oberveischede
1490 erschien Johann Schleden zu Bracht urkundlich als Besitzer des Rittergutes Bracht, heute ein Ortsteil von Schmallenberg, ca. 40 km westlich von Oberschledorn. Mit Johann beginnt die ununterbrochene Stammreihe des Geschlechts. Durch Heirat mit Teele, Tochter des Hillebrand zu Schliprüthen übernahm er zusätzlich deren Hof in Schliprüthen. Er war 1512 tot und hinterließ zwei Söhne. 
Johann Schleden (II.) erbte das Gut Bracht, sein Bruder Anton wurde 1522 Kirchmeister zu Schliprüthen. Johann heiratete 1522 Anna von Ploch-Iseren aus einer ebenfalls alten Ritterfamilie ("iseren armigi"), die mehrere Güter im Raum besaß und kam so auf den Plochhof in Oberveischede. Neben seiner Tätigkeit als Gutsherr war Johann (II.) 1527 Kirchenmeister, 1536 bis 1559 Richter zu Schliprüthen und 1544 Lehenrichter des Bernhard Vogt von Elspe. Seine älteste Tochter erbte das Gut Bracht, sein Sohn Steffen erbte den Schledenhof in Schliprüthen und sein Sohn Johann erbte den Plochhof in Oberveischede.
Johann Schledorn gt. Ploch zu Oberveischede wurde 1572–1583 urkundlich erwähnt. Mit seiner Frau Gertrud hatte er einen Sohn, Johann und eine Tochter, die mit Johann Jungermann zu Niederhelden verheiratet wurde.
Johann von Schledorn gt. Ploch wohnte ebenfalls auf dem Plochhof in Oberveischede. Er heiratete 1585 Catharina von Plettenberg, Tochter von Guntermann von Plettenberg zu Bamenohl. 1598 machte er auch Rechte am Hofe seines Schwagers Jungermann zu Niederhelden geltend. Seine Söhne hießen Jobst, Johann und Valentin. Johann heiratete Elsa Braukhausen, Erbtochter des Hofes Braukhausen bei Kirchveischede.
Jobst von Schledorn (ca. 1586–1651) wurde ebenfalls in Oberveischede geboren. 1617–1623 war er Richter zu Bilstein und im Dreißigjährigen Krieg Heeresrichter im kaiserlichen Regiment von Oberst Tilmann von Lintloe. 1626 heiratete er gleichfalls in die Familie von Plettenberg, nämlich Catharina von Plettenberg-Serkenrode. Sie brachte das Gut Serkenrode in die Familie ein, das nach seinem Tode von seinem Schwiegersohn, dem Leutnant Christian Gerstener übernommen wurde. Seine Kinder hießen Johann Christoph, Ernst Jobst, Catharina Elisabeth, Caspar und Anna Dorothea.

### Schledorn zu Förde
Johann Christoph von Schledorn (1617–1710) studierte an der Universität Köln. Er heiratete 1648 Guida von Graffen. Durch sie gelangte er in Besitz des Rittergutes Förde bei Grevenbrück, an dem die Familie wohl schon zuvor Rechte besessen hatte. Bei diesem Gut handelt es sich vermutlich um den um 1036 für den Ortskommandanten über ein Truppenlager angelegten Hof (curtis) "Vore", der spätestens seit 1170 zur Herrschaft der Edelherren von Gevore gehörte. Seit dem 15. Jahrhundert lag er – wie der Hof in Oberveischede – in Besitz der Ritter Ploch und wurde ebenfalls "Plochhof" (oder "Plauges") genannt. Es war dem Walpurgis-Stift Meschede lehnspflichtig. Die alljährlichen Abgaben an das Stift betrugen 9,8 Scheffel Roggen, 28,0 Scheffel Gerste und ein Taler Gewinngeld. Zu dem Gut gehörten weitere Bauernhöfe und das bis 1875 bestehende Gasthaus "Zum Schwan", das unmittelbar an dem dem Herrenhaus vorgelagerten Schwanenteich lag. Dessen Inhaber betrieb als "Kopmann" auch ein Krämergeschäft. Der neue Gutsherr Johann Christoph von Schledorn war aufgrund der Auswirkungen des Dreißigjährigen Krieges verarmt und verschuldet. Nach dem Tod seiner Frau 1680 trat er das Gut durch Vertrag vor dem Drosten Johann Adolf von Fürstenberg an seine ältesten Söhne, Johann Albert Adolf und Heinrich Wilhelm, ab und zog ins Viehhaus. Seine Tochter Mechthild Catharina von Schledorn (1656–1740) kam 1668 in das Kloster Drolshagen und wurde dort 1702 Äbtissin. 
Johann Albert Adolf von Schledorn (1651–1707) heiratete 1680 die der reformierten Kirche angehörige Amoena Amalia Ketter, mit der er acht Kinder bekam, darunter die Söhne Franz Wilhelm, Johann Albert Adolf und Johann Wilhelm. Er ging zum Militär und wurde Leutnant. 
Johann Wilhelm von Schledorn (1702–1779) wurde 1712 gemeinsam mit seinen älteren Brüdern vom Grafen Friedrich Adolf zur Lippe-Detmold mit dem Wickenhof zu Anröchte belehnt. Er verbrachte einen Großteil seines Lebens in Frankreich und war dort mit einer Französin verheiratet. Nach dem Tode seiner kinderlos gebliebenen Brüder und Vettern wurde er 1760 Alleinerbe des Rittergutes Förde und kehrte mit seiner Frau und seinem einzigen Sohn Heinrich Ludwig nach Deutschland zurück. 
Heinrich Ludwig von Schledorn (1739–1805) sprach nur französisch. 1761 heiratete er Anna Maria Cordula Schulte gen. Schledorn aus Niedermarpe bei Eslohe, die ebenfalls von Jobst von Schledorn abstammte und mit ihm sieben Kinder hatte, von denen eines früh starb. Heinrich Ludwig galt als großer Verschwender, der weit über seine Verhältnisse lebte. So ließ er im Gasthof "Zum Schwan" stets anschreiben und bezahlte am Jahresende mit Grundstücken. Die Stammgäste aus dem Gasthaus dichteten daher über ihn: 
| „Baron, Baron von Habenix, wenn er kommt, dann hat er nix, doch wenn er geht nach Haus, hat er drei Schoppen aus.“ |

Um 1780 verkaufte Heinrich Ludwig das heruntergekommene Herrenhaus an seinen Hauptgläubiger, den Schultheißen Johann Schneider aus Elspe, der es sofort abreißen ließ. Den Lehnsbrief auf den Wickenhof in Anröchte verpfändete er zudem auf sieben Jahre. 1794 verkaufte er schließlich das Restgut mit dem Viehhaus an den Kreisrichter Freusberg aus Bilstein. Er zog ins benachbarte Attendorn, wo er als "Baron Schledorn" noch eine Art Herrenleben führte und 1805 verstarb. Seine Frau kehrte zurück nach Eslohe und starb 1820. 
Heinrich Ludwigs Tochter Johanna Maria Adolphina, die vor 1796 Johann Emmerich Ludwig Hennemann, Gräflich-Spiegelschen Oberförster in Canstein geheiratet hatte, starb 1806 in Heddinghausen nach Geburt ihrer Tochter Jeanette Antoinette, die später den Gutsbesitzer Johann Franz Phillip Berndes heiratete und nach Germete zog.

### Schledorn zu Niedermarpe
Ernst Jobst von Schledorn (1620–1699), zweiter Sohn Jobsts von Schledorn, heiratete um 1650 Theodora Guida von Neuhoff. Sie war Tochter von Johann von Neuhoff und Maria von Graffen zu Förde und Erbin des Lehnsgutes zu Niedermarpe. Aus der Ehe gingen zwei Söhne und vier Töchter hervor. Erbin wurde Susanna Catharina. 
Susanna Catharina von Schledorn (1655–1737) heiratete am 3. Juli 1681 in Eslohe Johann Friedrich von Bischopinck, Freiherr zu Cobbenrode (1656–1729). Das Paar lebte zunächst in Niedermarpe, ab 1690 in Cobbenrode. Es hatte fünf Söhne und vier Töchter, 
Maria Bernhardina von Bischopinck (1703–1762), die jüngste Tochter, bekam das schledornsche Gut in Niedermarpe zur Bewirtschaftung und brachte es in ihre Ehe mit Ludwig Spott gen. Schulte ein. Das Paar nannte sich fortan Schulte gen. Schledorn zu Niedermarpe. 
Ihre Tochter Anna Maria Cordula heiratete den bereits genannten Heinrich Ludwig von Schledorn zu Förde.

## Wappen
Das schrägrechts geteilte Wappen zeigt oben in Blau einen schreitenden silbernen Löwen, einen Schlehenzweig haltend, unten in Silber drei blaue Sterne. Auf dem Helm mit blau-silbernen Decken wachsend der silberne Löwe, den Schlehenzweig haltend.

## Weitere Quellen
- Walter Ferdinand Stirnberg, Schwerte: Familiengeschichtliches Archiv mit umfangreichen Stammtafeln. In: Stadt- und Landständearchiv Arnsberg im Kloster Wedinghausen, SG-VL 142 Stirnberg,